# Стоянка поезда — две минуты
«Стоянка поезда — две минуты» — советский музыкальный художественный телефильм 1972 года, поставленный Александром Орловым и Марком Захаровым. Этот фильм — режиссёрский дебют в кино Марка Захарова, который написал и сценарий фильма.
Фильм вышел в эфир 31 декабря 1972 года, в Канун Нового 1973 года.

## Сюжет
Из Москвы в провинциальный городок Нижние Волчки приезжает на работу молодой и красивый врач-невролог Игорь Павлович Максимов (Олег Видов). Он вызывает симпатию у своих коллег, в том числе и у молодой медсестры Алёны (Валентина Теличкина).
Однако работа и жизнь в маленьком городке быстро наскучивают Игорю, так как в Нижних Волчках нет никакой привычной для москвича урбанизации, а население редко чем болеет и местная поликлиника часто пустует, из-за чего Максимову попросту не на ком практиковаться. Он начинает тосковать по столичной жизни, друзьям и любимой женщине — известной эстрадной певице.
Алёна, понимая, что Игорь почти готов уехать обратно в Москву, решает удержать его и обращается за помощью к чудаковатому местному мужичку-волшебнику Василию (Юрий Белов), который обладает способностью творить добрые дела. Благодаря Василию в сонном городке начинают происходить разные интересные события, и заскучавший было доктор принимает решение остаться.

## В ролях
- Юрий Белов — Василий Назарович, «волшебник»
- Олег Видов — Игорь Павлович Максимов, невролог
- Валентина Теличкина — Алёна, медсестра
- Алла Будницкая — Тамара Сергеевна Красовская, певица
- Александр Вигдоров — Михалко, грузчик, приятель Алёны
- Людмила Иванова — тётя Лиза, медсестра
- Юрий Саранцев — Влас Петрович, директор клуба
- Татьяна Гаврилова — активистка
- Ирина Сушина — телефонистка / активистка / официантка
- Алла Мещерякова — телефонистка / секретарь директора
- Светлана Швайко — телефонистка / активистка / строитель
- Нина Крачковская — Нина Васильевна, хозяйка квартиры
- Виктория Духина — активистка
- Римма Емельяненко — рыжая девочка
- Юрий Сорокин — активист
- Виталий Комиссаров — мнимобольной
- Андрей Дрознин — мнимобольной
- Сергей Малишевский — активист
- Игорь Суровцев — активист
- Владимир Грамматиков — мнимобольной
- Роман Юрьев-Лунц — старичок (эпизод)
- Эдуард Абалян — пассажир (эпизод)
- Борис Сичкин — городошник (нет в титрах)
- Виктор Сергачёв — главврач (нет в титрах)
- Кира Смирнова — Глафира Мироновна (нет в титрах)
- Леонид Каневский — концертный директор Красовской (нет в титрах; озвучивает Валентин Гафт)
- Виктор Поморцев — мнимобольной (эпизод; нет в титрах)
- Пётр Мухин — железнодорожник (эпизод; нет в титрах)
- Авангард Леонтьев — зритель (эпизод; нет в титрах)
- Николай Корноухов — милиционер (эпизод; нет в титрах)

## Съёмочная группа
- автор сценария — Марк Захаров
- режиссёры-постановщики: Александр Орлов, Марк Захаров
- оператор-постановщик — Евгений Русаков
- художник-постановщик — Юрий Углов
- художник по костюмам — Н. Катаева

## Песни
муз. Геннадий Гладков, сл. Юрий Энтин
- Песня Василия Назаровича («В мире множество спорных вопросов …»)

исп. Юрий Белов
- Песня телефонисток («Для решенья проблем мировых …»)

исп. Алла Пугачёва и др.
- Песня мнимобольных («Эх, в румяном яблочке червячочек точется …»)

исп. Борис Сичкин, Владимир Грамматиков, Олег Видов и др.
- Песня официантки («Из горячего один холодец …»)

исп. Алла Пугачёва, Юрий Белов
- Песня Алёны на колесе обозрения («Городок наш маленький …»)

исп. Алла Пугачёва и др.
- Песня Глафиры Мироновны («Ты уж куды вернее говоришь …»)

исп. Алла Пугачёва и др.
- Песня русалок («Нет в нашем городе чудес …»)

исп. Алла Пугачёва и др.
- Песня строителей («Получили мы задание в срок построить это здание …»)

- Предчувствия. Дуэт Алёны и Игоря («Ласковое что-то шепчут ветви мне …»)

исп. Алла Пугачёва, Олег Видов
- Цыганская. Ария директора клуба («Звёздным серебром украшен неба шатёр …»)

исп. Юрий Саранцев и др.
- Или или. Песня Красовской («На ромашках не гадаю …»)

исп. Алла Пугачёва

## Съёмки
Съёмки проходили в Вадул-луй-Водэ и в Белгород-Днестровском (в том числе в крепости).

## Прокат
Фильм создавался как телевизионный на творческом объединении телевизионных фильмов «Экран» и был показан 31 декабря 1972 года по Центральному телевидению. В кинотеатрах он никогда не показывался.
Время от времени его показывали на разных телеканалах, с 1979 по 1987 год фильм лежал на полке, ввиду отъезда за рубеж Бориса Сичкина и Олега Видова. Показали по телеканалу «Россия — Культура» 11.01.2025 г. к 80-летию Валентины Теличкиной.